# NGC 2856
NGC 2856 (другие обозначения — UGC 4997, IRAS09208+4927, MCG 8-17-93, ARP 285, ZWG 238.47, KUG 0920+494B, PGC 26648) — галактика в созвездии Большая Медведица.
Этот объект входит в число перечисленных в оригинальной редакции «Нового общего каталога».
Вместе с NGC 2854 образует пекулярную пару взаимодействующих галактик под обозначением Arp 285. В этой системе имеются «бусы на ниточке» — серия комплексов звёздообразования на расстоянии примерно 1 килопарсек друг от друга, расположенных перпендикулярно диску NGC 2856. В галактике также есть «пятно» из звёзд возрастом 400—1500 миллионов лет.